# 聚会游戏
聚会游戏（英語：Party game）是指親朋会面或社交派對聚會時，適合用来交流耍樂的遊戲。这通常以能夠多人玩耍的遊戲為主，亦有部分是多款小遊戲組合而成。在社交場合下，聚會遊戲能夠增添一些互動體驗。

## 實體遊戲
例如紙牌或是多人棋盤類等遊戲，都是聚會場合進行實體玩樂的選擇。
- 地產大亨
- UNO
- 跳棋
- 疊疊樂
- 扭扭樂
- 音樂椅
- 飛行棋
- 大話骰
- 大話牌
- 米勒山谷狼人

## 電子遊戲
亦是電子遊戲類型中的一類，主要在於多人同樂或互動競技的遊戲。
- 大富翁系列
- 人生街道系列
- 疯狂兔子系列
- 瑪利歐派對系列
- 瑪利歐&索尼克 AT 奧林匹克運動會系列
- 舞動瓦利歐製造
- 桃太郎電鐵系列
- Wii 運動系列